# Huang Liping
Huang Liping (en chino: 黄力平), es un gimnasta artístico chino, que nació en 9 de abril de 1973 en Wuhan, Hubei (China).

## Historia
Huang Liping comenzó su carrera en 1978, participando en el equipo de Hubei en 1985, siendo seleccionado para el equipo Nacional de Gimnasia Chino en los años siguientes. Ganó en varias categorías, barra fija y barras paralelas en los Juegos Nacionales de Gimnasia de China de 1993, así como varios Campeonatos Mundiales de Gimnasia Artística. En los Juegos Olímpicos de Atlanta 1996 obtuvo la medalla de plata para el equipo chino de gimnasia. Huang también acabado en sexto lugar en barras paralelas en estos mismos Juegos.

## Jubilación
Se retiró después de los Juegos de 1996, Huang pasó el examen para convertirse en el gimnasta magistral más joven de China. En 1998 fue nombrado entrenador nacional de gimnasia, sustituyendo a Li Ning en esta posición.

## Juegos Olímpicos de Pekín 2008
En los Juegos Olímpicos de Pekín 2008, Huang tomó el Juramento Olímpico en nombre de los jueces, en el Estadio Nacional de Pekín durante la Ceremonia de Apertura.